# Jakowlewka (rejon abduliński)
Jakowlewka (ros. Яковлевка) – wieś (sieło) w Rosji, w obwodzie orenburskim, w rejonie abdulińskim. W 2010 liczyła 174 mieszkańców.